# She's Kinda Hot
She's Kinda Hot is een nummer van de Australische band 5 Seconds of Summer uit 2015. Het is de eerste single van hun tweede studioalbum Sounds Good Feels Good.
Benji en Joel Madden van de band Good Charlotte hebben meegeschreven aan "She's Kinda Hot". Het vrolijke poppunknummer werd vooral in de westerse wereld een (bescheiden) hit. In Australië, het thuisland van 5 Seconds of Summer, wist het de 6e positie te bemachtigen. In Nederland moest het nummer het echter met een 13e positie in de Tipparade doen. In de Vlaamse Ultratop 50 werd de 46e positie gehaald.